# Svaveltofsskivling
Svaveltofsskivling (Pholiota flammans) är en svampart som först beskrevs av August Johann Georg Karl Batsch, och fick sitt nu gällande namn av Paul Kummer 1871. Svaveltofsskivling ingår i släktet tofsskivlingar och familjen Strophariaceae.  Arten är reproducerande i Sverige. Inga underarter finns listade i Catalogue of Life.

## Källor

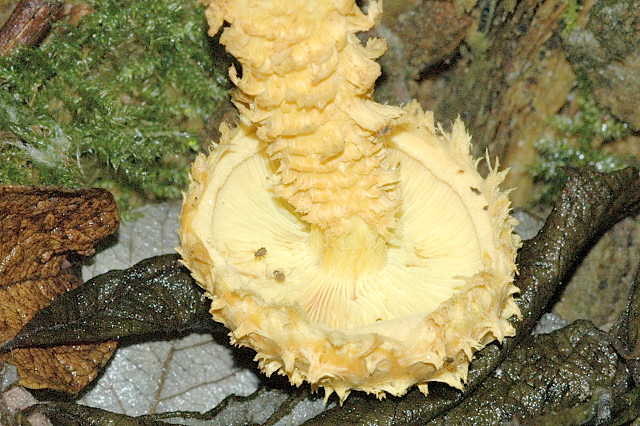
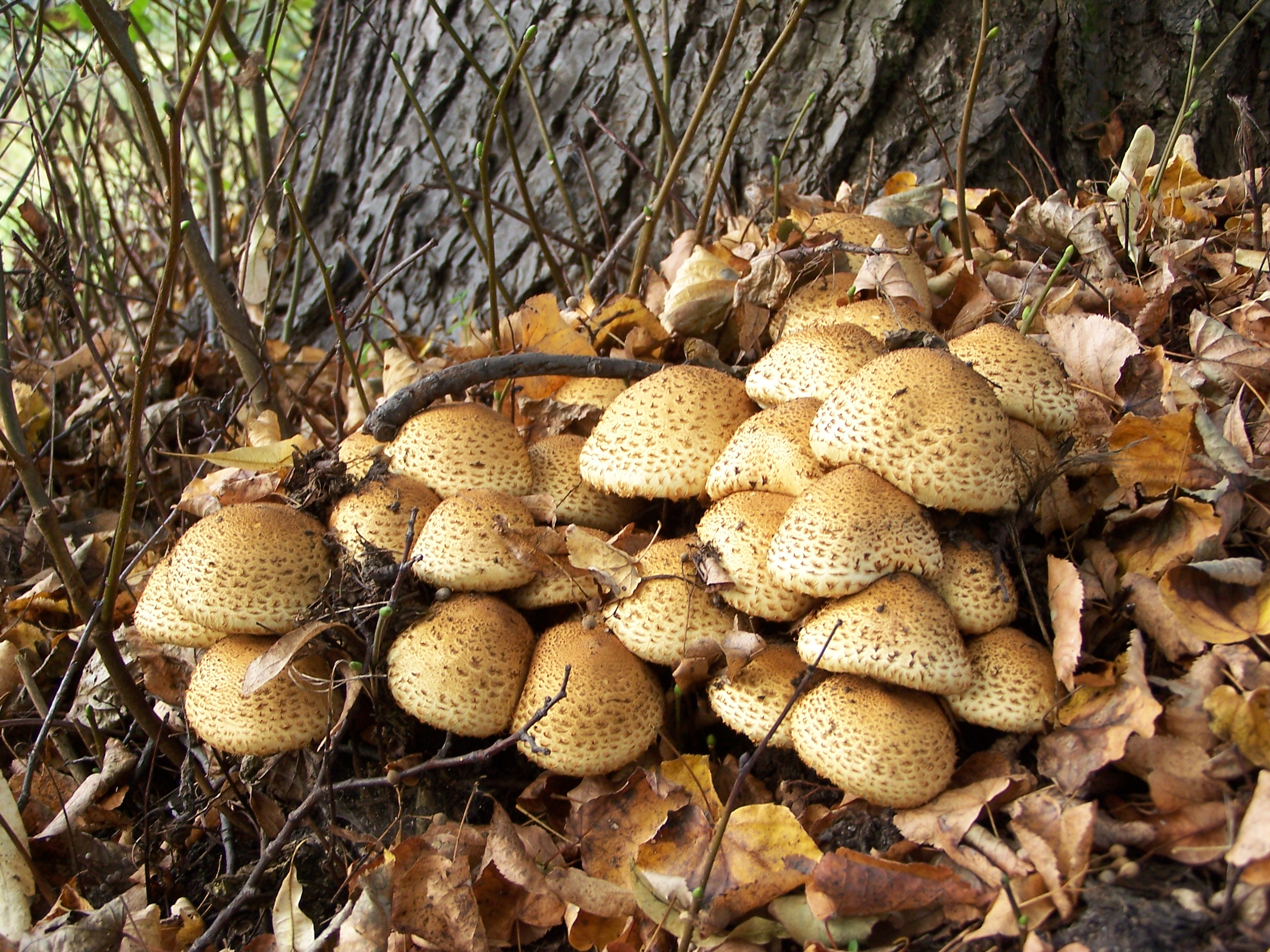
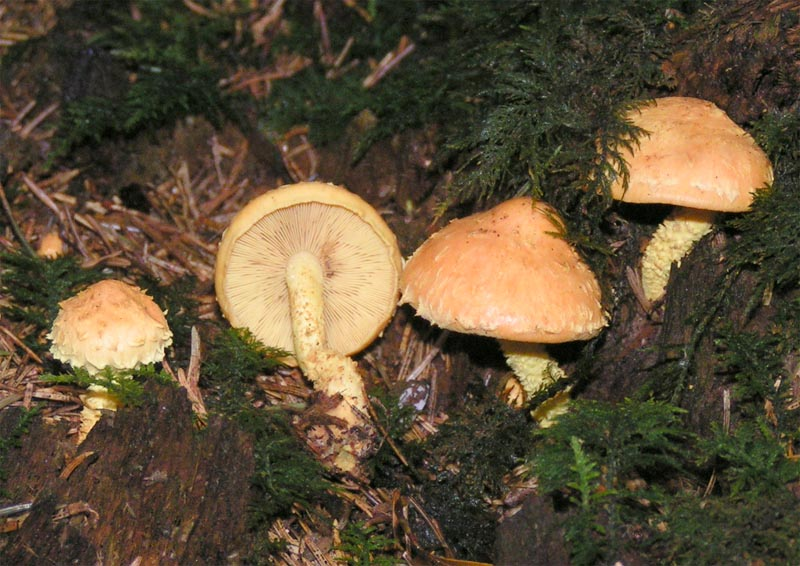